# كاديلاك سي تي 6
كاديلاك سي تي 6، ويُرمز اسمها إلى "كاديلاك تورينغ 6"، هي سيارة فارهة عائلية كبيرة الحجم أنتجتها شركة كاديلاك خلال الفترة من 2016 إلى 2020 عبر جيلين. كشف عن الجيل الأول منها لأول مرة في معرض نيويورك الدولي للسيارات عام 2015، وبدأ بيعها في الولايات المتحدة في مارس 2016.
تُعد سي تي 6 أول طراز يُطبق استراتيجية التسمية الجديدة لكاديلاك، كما أنها أول سيارة سيدان فاخرة بنظام الدفع الخلفي تُنتجها الشركة منذ توقف إنتاج طراز فليتوود عام 1996.
في عام 2020، توقفت كاديلاك عن إنتاج طراز سي تي 6 في الولايات المتحدة، تمهيدًا لإطلاق طراز جديد يُعرف باسم كاديلاك سيليستيك، وهي سيارة سيدان فاخرة مزودة بباب خلفي (هاتشباك) من المتوقع أن تكون بديلًا لها.

## الجيل الأول (2016)
اعتمد الجيل الأول من كاديلاك سي تي 6 على منصة مختلفة عن تلك المستخدمة في الطراز الأصغر سي تس إس، حيث صُمم بنظام دفع خلفي مع إمكانية اختيار نظام الدفع الرباعي. وإلى جانب أسواقها الرئيسية في أمريكا الشمالية والصين، طرحت سي تي 6 أيضًا في عدد من الأسواق العالمية، بما في ذلك أوروبا، كوريا الجنوبية، اليابان، والشرق الأوسط.
أوقفت شركة جنرال موتورز إنتاج سيارة كاديلاك سي تي 6 في الولايات المتحدة في فبراير 2020، وذلك نتيجة تراجع المبيعات، إضافةً إلى خططها لإعادة تأهيل مصنع ديترويت/هامترامك ليتحوّل إلى مركز مخصص لإنتاج السيارات الكهربائية، بدءًا بإنتاج طراز جي إم سي همر إي في الجديد.

### تاريخ
تُعد كاديلاك سي تي 6 أطول وأعرض من طراز إكس تي إس، وتوفر مساحة داخلية أكبر. وقد صُممت باستخدام مزيج من الفولاذ والألمنيوم، مما يجعلها أخف وزنًا مقارنةً بالسيارات الأخرى من نفس فئتها الحجمية. تم طرحها في الأسواق في البداية كإضافة إلى طراز إكس تي إس، وليس كبديلٍ له، إلا أن إكس تي إس أُوقف لاحقًا. كانت كاديلاك تتوقع أن تؤدي سي تي 6 دور السيارة الرائدة مؤقتًا للعلامة التجارية، إلى حين طرح سيارة سيدان أكبر وأكثر فخامة تُعرف باسم سي تي 8. ومع ذلك، لم يتم إطلاق طراز سي تي 8، وظلت سي تي 6 السيارة الرائدة في فئة السيدان لدى كاديلاك.
بالنسبة للسوق الأمريكية، تم تصنيع كاديلاك سي تي 6 في مصنع جنرال موتورز للتجميع في ديترويت/هامترامك. وفي 11 مارس 2016، تم تسليم أول سيارة سي تي 6، حيث أُرسلت إلى الفائز في مزاد أقيم عام 2015 لبيع أول طراز سي تي 6 يتم طرحه. وقد بيعت السيارة في المزاد بمبلغ 200,000 دولار أمريكي. كانت السيارة من فئة "بلاتينيوم" ومطلية باللون الأسود المعدني اللامع.
عُرضت سي تي 6 بأربعة فئات تجهيز: الفئة القياسية (Standard)، وفئة الفخامة (Luxury)، وفئة الفخامة الممتازة (Premium Luxury)، وفئة بلاتينيوم (Platinum). وبحلول طراز عام 2019، أُعيد تسمية الفئة الأساسية إلى "الفخامة"، وتمت إضافة فئة رياضية (Sport)، إلى جانب طراز سي تي 6-V عالي الأداء. وخلال سنة الإنتاج الأولى، توفرت تسعة ألوان خارجية وتسع باقات داخلية مختلفة، جميعها مزودة بمقاعد جلدية، اثنتان منها كانت حصرية لفئة بلاتينيوم.
تشمل الميزات القياسية في كاديلاك سي تي 6 نظام CUE من الجيل الثاني، واتصال 4G LTE، ونظام صوتي من Bose. حيث جاءت الطرازات الأساسية مزودة بنظام صوتي من 8 مكبرات صوت من Bose، بينما تم تحسينه إلى نظام Bose Centerpoint بـ10 مكبرات صوت ضمن حزمتي "Luxury" و"Premium Luxury". أما حزمة "Platinum" الأعلى تجهيزًا، فقد تضمنت نظام Bose Panaray المتطور بـ34 مكبر صوت.
أعادت كاديلاك تقديم نظام الرؤية الليلية المحسّن، والذي كان قد أُلغي سابقًا عام 2004 مع طراز DeVille. وشملت التجهيزات المتاحة نظام تثبيت السرعة التكيفي (Adaptive Cruise Control)، بالإضافة إلى نظام التحكم المغناطيسي بالقيادة (Magnetic Ride Control) المقترن بتقنيات تفادي الحوادث. ومن الميزات الجديدة في سي تي 6 مرآة الرؤية الخلفية بكاميرا، التي تعتمد على بث فيديو مباشر من كاميرا مثبتة في الخلف وتعرض الصورة داخل المرآة الداخلية، مما يوفّر رؤية محسّنة خالية من العوائق مثل عمود السقف الخلفي "C-pillar" أو الركاب الجالسين في الخلف. يمكن ضبط المقاعد الأمامية بـ14 وضعية، مع توفر حزم اختيارية تتيح ضبطًا بـ16 أو 20 وضعية، وتشمل مقاعد أمامية وخلفية مدفّأة ومبرّدة مع ميزة التدليك. كما تتوفر حزمة اختيارية تتيح للركاب في الخلف شاشات LCD قابلة للسحب بحجم 10 بوصات، تخرج من ظهر المقاعد الأمامية خلف مساند الرأس، ويمكنها تشغيل محتوى Blu-ray من أجهزة خارجية. وقد ظهرت هذه التقنية لأول مرة في سيارة كاديلاك الاختبارية "Escala".
أطلقت شركة جنرال موتورز نظام القيادة شبه الذاتية المتقدم حصريًا مع طراز كاديلاك سي تي 6 في أوائل عام 2018. وقد حظي النظام بمراجعات إيجابية عند إطلاقه. تم تحديث تصميم السيارة في طراز عام 2019، مع تغييرات واضحة بشكل خاص على المصابيح الأمامية والخلفية. وفي نوفمبر 2018، أعلنت جنرال موتورز أن مصنع هامترامك سيتم تجهيزه مجددًا لإنتاج السيارات الكهربائية، مما أدى إلى إيقاف إنتاج سي تي 6 في الولايات المتحدة في فبراير 2020، بالرغم من استمرار إنتاج الطراز وبيعه في الصين من خلال مشروع SAIC-GM المشترك بالقرب من مدينة شنغهاي. وفي مارس 2020، أعلنت كاديلاك عن سيارة سيدان كهربائية جديدة بالكامل ذات باب خلفي مائل، تُسوق باسم Celestiq، لتحل محل سي تي 6 كسيارة رائدة لعلامة كاديلاك في سوق أمريكا الشمالية.